# ГЕС Wēnquán
ГЕС Wēnquán (温泉水电站) — гідроелектростанція на північному заході Китаю в провінції Сіньцзян. Знаходячись між ГЕС Нілеке I (вище по течії) та ГЕС Tuōhǎi, входить до складу каскаду на річці Каш, правій притоці Ілі (басейн безсточного озера Балхаш). 
В межах проекту річку перекрили кам’яно-накидною греблею із бетонним облицюванням висотою 102 метра та довжиною 306 метрів. Вона утримує водосховище з об’ємом 176 млн м3 (корисний об'єм 115 млн м3) та припустимим коливанням рівня поверхні у операційному режимі між позначками 933,5 та 955 метрів НРМ (під час повені рівень може зростати до 957,9 метра НРМ, а об’єм – до 207 млн м3). 
Зі сховища через прокладений у правобережному масиві тунель ресурс подається до розташованого за 0,6 км наземного машинного залу. Тут розташовані три турбіни потужністю по 45 МВт, які забезпечують виробництво 760 млн кВт-год електроенергії на рік.